# Federico Vega
Federico Vega (Don Torcuato, 4 februari 1993) is een Argentijns voetballer. Vega is een verdediger.

## Clubcarrière
Vega is een jeugdproduct van CA River Plate. In januari 2013 werd hij door toenmalig hoofdtrainer Ramón Díaz opgeroepen om deel uit te maken van de A-kern tijdens de seizoensvoorbereiding. In datzelfde jaar nog debuteerde Vega voor het eerste elftal van River Plate: in oktober 2013 kreeg hij een basisplaats in de met 1-0-verloren uitwedstrijd tegen Newell's Old Boys. Na twee competitiewedstrijden werd Vega teruggezet naar de beloften, en op 4 februari 2015 werd zijn contract bij River Plate uiteindelijk ontbonden.
Vega vond daarna zijn voetbalgeluk in Spanje, waar hij in de lagere divisies voor AD Alcorcón (2015-2017), Real Murcia (2017-januari 2018) en Lorca FC (januari 2018-2018) ging spelen. In de zomer van 2018 tekende hij een contract voor drie seizoenen met optie op een extra seizoen bij de Belgische tweedeklasser Union Sint-Gillis. In zijn eerste twee seizoenen was Vega een vaste waarde bij de Brusselaars, wat hem in de zomer van 2020 de interesse van Sporting Charleroi opleverde. In zijn derde seizoen kwam de Argentijn echter nog nauwelijks aan spelen toe, waarop zijn contract – dat op het einde van het seizoen zou aflopen – in onderling overleg werd ontbonden. Enkele dagen later kon Vega rekenen op interesse van Argentinos Juniors, maar de Argentijn verkoos een verlengd verblijf in België.

## Interlandcarrière
Vega speelde in 2012 één interland voor de U20 van Argentinië. In een oefeninterland tegen Duitsland –21 (6-1 voor Duitsland) kwam hij 38 minuten in actie. Bekende ploeggenoten waren toen Mauro Icardi, Lisandro Magallán en Matías Kranevitter.

## Erelijst
CA River Plate
- Argentijns landskampioen – Trofeo Final

2014